# Куноічі
Куноічі (яп. くノ一, куноічі) — термін, що означає жінок-ніндзя.

ク(Ку) + но (а) +1(ічі)

«Куноічі» — це прочитання окремих рис ієрогліфа онна (яп. 女, «жінка») як символів каніку (ку), но (но) іічі (яп. 一, «один») )
Куноічі були навчені інакше, ніж чоловіки-ніндзя. Їх підготовка більшою мірою була орієнтована на скритність, знання отрут, а також використання їхньої жіночої чарівності. Хоча вони були навчені і ближньому бою, але застосовували ці навички тільки в крайньому випадку, коли з'являлася загроза їхнього викриття та затримання.
Вони, як правило, видавали себе за гейш, повій, артисток, головне було підібратися якомога ближче до ворога. Не завжди ті, кого вони спокусили, ставали їх жертвами, вони так само могли бути замасковані під домашніх рабів і таким чином отримувати необхідну інформацію. Крім того, вихованки Мочідзукі Чійоме, яка служила клану Такеда, були синтоїстськими жрицями — міко.